# East Suffolk District
East Suffolk District är ett distrikt (motsvarande kommun) i grevskapet Suffolk i England, Storbritannien. Distriktet har 247 080 invånare (2022). Det bildades den 1 april 2019 genom en sammanslagning av distrikten Suffolk Coastal och Waveney. Större orter är Beccles, Felixstowe, Kesgrave, Lowestoft och Woodbridge. Distriktet är indelat i 177 civil parishes.